# STS-126
STS-126 byla servisní a zásobovací mise raketoplánu Endeavour k Mezinárodní vesmírné stanici (ISS) z roku 2008. Zásoby byly uloženy v modulu MPLM. Během letu se uskutečnily čtyři výstupy do vesmíru, při kterých se posádka věnovala výměně nádrže s dusíkem NTA (Nitrogen Tank Assembly) a údržbě obou spojů SARJ (Solar Alpha Rotary Joint), které mají za úkol natáčet solární panely stanice, aby byly optimálně osvětleny Sluncem.
Novou členkou dlouhodobé posádky Expedice 18 se místo vracejícího se Gregoryho Chamitoffa stala Sandra Magnusová.

## Posádka
- Christopher Ferguson (2) – velitel[3]
- Eric Boe (1) – pilot
- Donald Pettit (2)- specialista mise
- Stephen Bowen (1) – specialista mise[4]
- Heidemarie Stefanyshyn-Piperová (2) – specialista mise
- Robert Kimbrough (1) – specialista mise

V závorkách je uvedený dosavadní počet letů do vesmíru včetně této mise.

### Nový člen posádky ISS (Expedice 18)
- Sandra Magnusová (2) – letový inženýr

### Vracející se člen posádky ISS (Expedice 18)
- Gregory Chamitoff (1) – letový inženýr

## Cíle mise
Mise STS-126 je zaměřena na údržbu stanice, opravy a doplnění zásob. Uskuteční se čtyři výstupy do vesmíru, při kterých astronauti promažou rotační spoje solárních panelů SARJ a vymění poškozená ložiska především u spoje SARJ-S3, který je jen omezeně funkční od září 2007. Bude také nutné vyměnit nádrž NTA se stlačeným dusíkem, který zajišťuje udržování správného tlaku amoniaku v chladicích rozvodech. Posádka raketoplánu nainstaluje anténu pro příjem signálu globálního navigačního systému (GPS), anténu a kameru na hlavní příhradový nosník stanice (anglicky Integrated Truss Structure).
Zásoby pro ISS jsou přepravovány ve víceúčelovém transportním modulu MPLM (anglicky Multi-Purpose Logistic Module) Leonardo, který je umístěn v nákladovém prostoru raketoplánu. Po příletu ke stanici bude MPLM vyzvednut a připojen na spodní port Harmony.
V rámci rozšíření počtu stálých obyvatel stanice na dvojnásobek, které se plánuje na rok 2009, astronauti nainstalují zařízení na úpravu vody, další tři buňky na spaní, další kuchyni a toaletu.

## Předstartovní operace

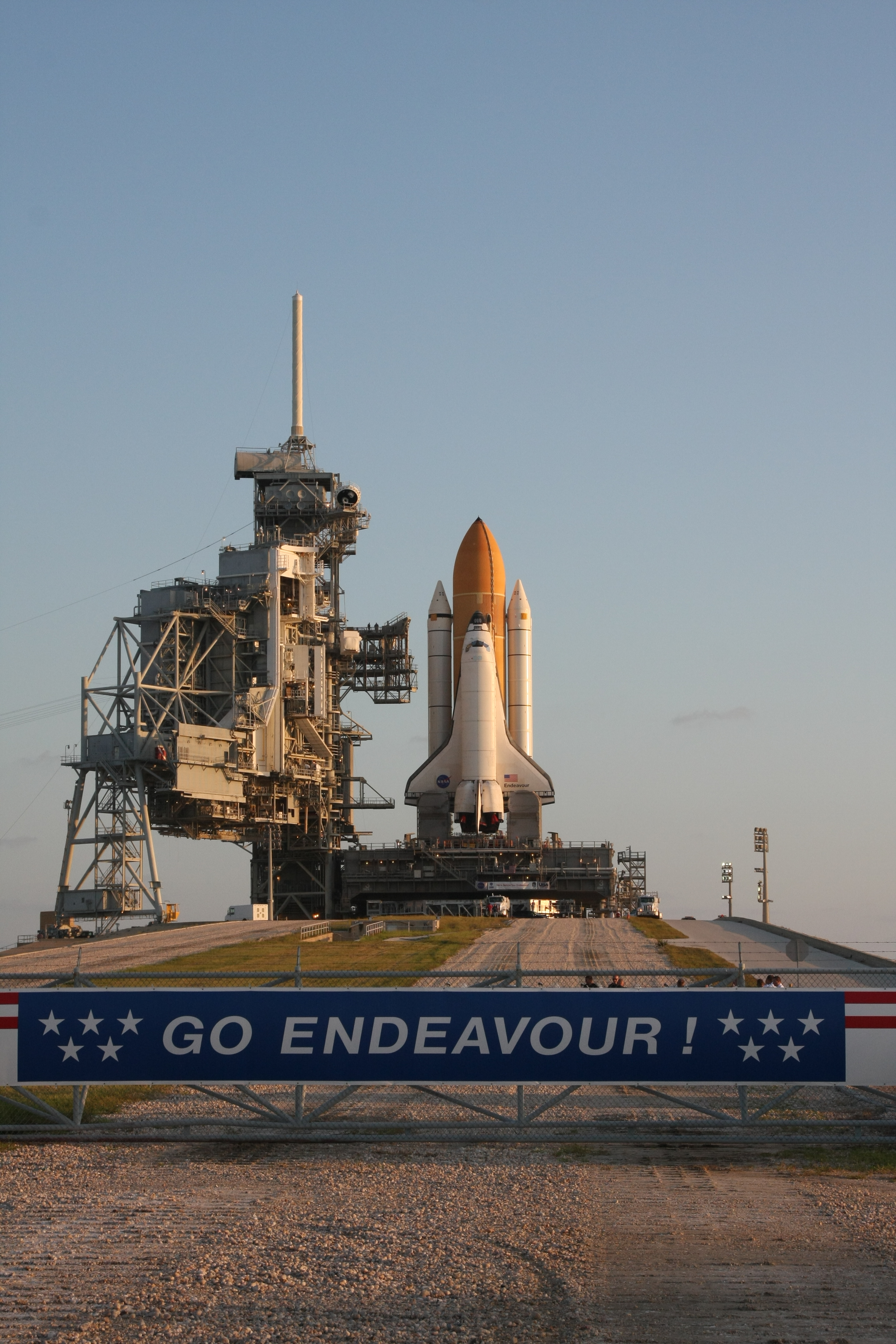
Raketoplán Endeavour před přesunem na rampu 39A

### Roll-out
Dne 19. září 2008 byl raketoplán Endeavour převezen z montážní haly na rampu LC-39B. Tato rampa je používaná jako záložní a je ve fázi přestavby. Raketoplán byl připraven na misi STS-400, což měl být případný záchranný let pro servisní misi STS-125 k Hubbleovu vesmírnému dalekohledu (HST).

### Odklad startu STS-125 a převoz STS-126 na LC-39A
Kvůli poruše řídící jednotky na HST došlo k odkladu letu STS-125 až na rok 2009. Raketoplán Endeavour byl tedy 23. října převezen na rampu 39A a začal se připravovat na misi STS-126.

### Příprava ke startu
Odpočítávání bylo zahájeno v úterý 11. listopadu a posádka přeletěla z Johnsonova vesmírného střediska do Kennedyho vesmírného střediska, aby se připravila ke startu. 12. listopadu oficiálně oznámil vedoucí mise (MMT – Mission Management Team) LeRoy Cain, že start Endeavouru proběhne v pátek. Ferguson a Boe trénovali přistání na trenažéru raketoplánu (Shuttle Training Aircraft). Podle předpovědí počasí byla na plánovaný den 70 % šance, že budou vhodné povětrnostní podmínky pro start mise.

## Průběh letu
Raketoplán po úspěšném odpočítáváním hladce odstartoval 15. listopadu 2008. V čase T+125s Dohořely a oddělily se motory SRB, které později přistály na padácích do moře.
Asi 8 minut po startu se vypojily motory SSME, tento manévr se nazývá MECO a za dalších 15 sekund se oddělila venkovní nádrž ET. Poté manévrem OMS-2 se Endeavour dostal na oběžnou dráhu a začal ve stíhání ISS.
Po startu proběhla kontrola tepelné ochrany raketoplánu pomocí nástavce OBSS, která přestože na záběrech kamer v čase T+28s bylo vidět, že odpadl kus izolace z ET, nic neukázala. Technici nyní prozkoumávají sesbíraná data. Další problém představovalo to, že přestala fungovat automatika natáčení antény pro pásmo Ku. To technici vyřešili tak, že naváděli anténu ze Země.

### Připojení k ISS
Dne 16. listopadu se raketoplán připojil k ISS. Tomuto manévru předcházela otočka RPM pro snímkování tepelné ochrany raketoplánu z ISS. Poté začaly přípravy k připojení MPLM k ISS
Modul MPLM byl ke stanici připojen 17. listopadu. Potom byl modul vyložen.

### EVA-1

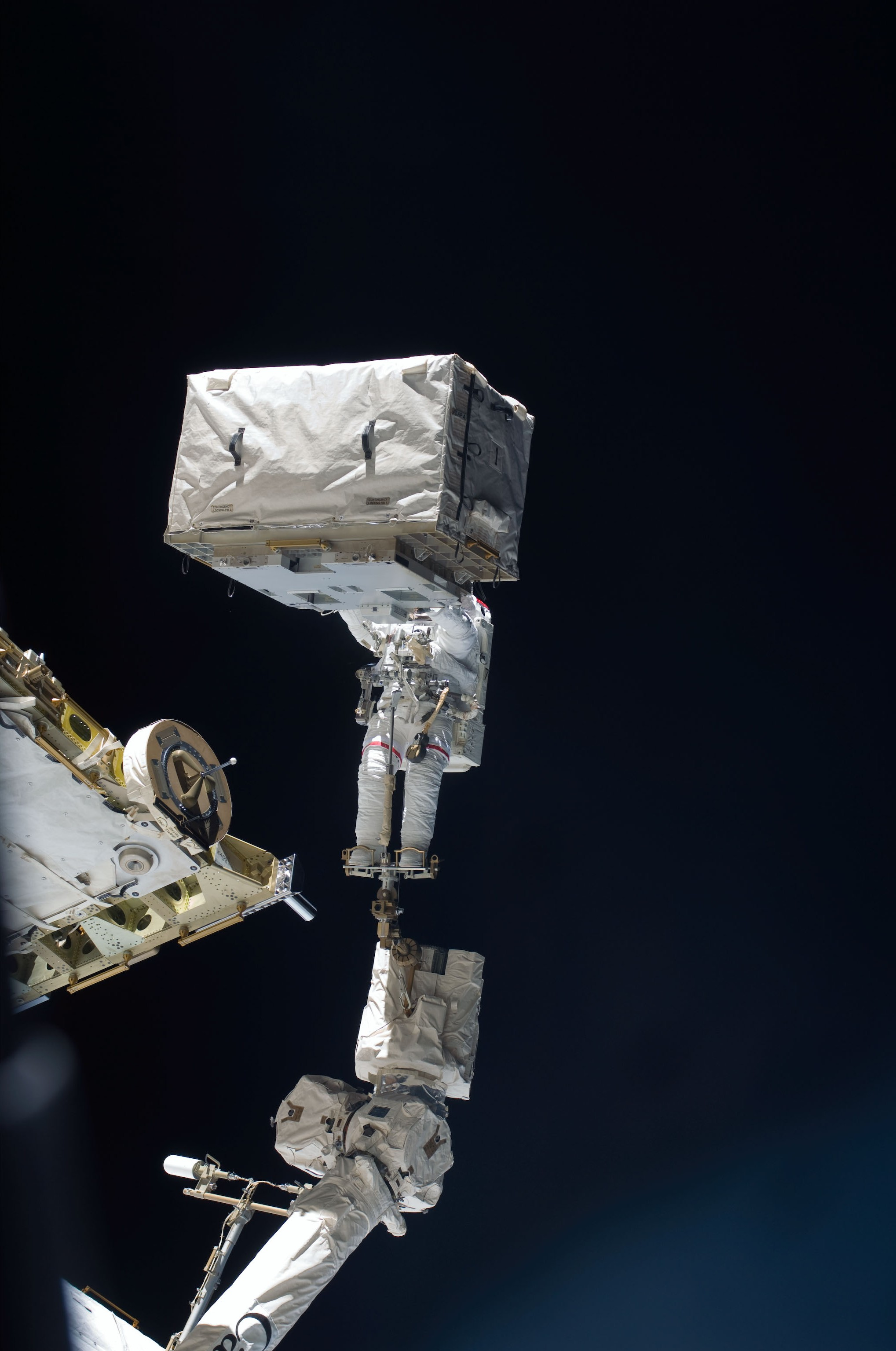
Stefanyshyn-Piperová s NTA na konci SSRMS

18. listopadu proběhl první výstup do vesmíru. Zúčastnila se ho dvojice amerických astronautů Piperová a Bowen. V jeho průběhu byla přenesena prázdná nádrž NTA s dusíkem z ESP-3 do nákladového prostoru raketoplánu.
Vše se podařilo, i když Piperové uletěla brašna s nářadím a Bowen ji musel půjčit svoje.

### EVA-2
Tohoto výstupu se zúčastnili astronauti Piperová a Kimbrough. Astronauti přenesli 2 vozíky CETA z ITS-S1 na ITS-P1. Tento přenos se uskutečnil v rámci budoucího připojení nosníku ITS-S6 při misi STS-119. Výstup trval 6 hodin a 45 minut.

### EVA-3
Výstup EVA-3 proběhl dne 22. listopadu. Astronauti Piperová a Bowen při něm měli dokončit opravu spoje SARJ-S3 jeho promazáním a výměnou ložisek. Šest ložisek se podařilo spravit, ale poslední ložisko se nepodařilo včas opravit. Tato práce byla přesunuta na EVA-4.
V pondělí 24. listopadu bylo rozhodnuto prodloužit pobyt u ISS o jeden den, aby astronauti měli čas na zapojení recyklátoru vody.

### EVA-4
Poslední výstup do kosmu proběhl 24. listopadu 2008. Astronauti dokončili servis spoje SARJ-S3 a zpětně nainstalovali termální kryty na modul Kibo, kameru na nosník P1 a promazali druhý spoj SARJ-P3. Výstup EVA-4 trval 6 hodin 7 minut a proběhl úspěšně. Dále astronauti namontovali novou GPS anténu (pro navádění japonské lodi HTV) a ručně uvolnili jeden externí mechanický zámek na modulu Kibo, který se zaseknul při testech funkčnosti. Tím stanici připravili na montáž velkých částí roku 2009 (poslední nosník S6 a japonskou venkovní plošinu EF).
V úterý 25. listopadu 2008 byla centrifuga v novém recyklátoru vody opět upravena (lépe stabilizována v konstrukci) a celé zařízení bylo znovu pokusně spuštěno. Tentokrát zatím běží bez problémů.
Raketoplán se odpojil od ISS dne 28. listopadu v 15:47 SELČ.

### Přistání
Raketoplán měl přistát na KSC 30. listopadu. Kvůli špatnému počasí na Floridě se technici v Houstonu rozhodli tak, že raketoplán přistane na Edwards AFB. Brzdící manévr i sestup se podařily a Endeavour přistál na dráze 04L na Edwards AFB večer 30. listopadu 2008.